# 王正德 (臺北市議員)
王正德（1956年2月7日—），中華民國政治人物，中國國民黨籍，曾參選臺北市議員八次，並僅勝選四次。擔任第8屆至第11屆松山區、信義區所選出之臺北市議員，2014年意外僅獲一萬餘票，敗給該屆吊車尾連任的同黨議員陳永德三千票，黯然卸任。2018年再獲中國國民黨提名，回鍋參選第13屆臺北市議員選舉，以僅僅285票的非常些微差距再度落選，無緣重返議會。
。

## 相關資料
許博允性騷擾延燒
2012年台北市政府顧問許博允疑似性騷擾案，王正德質詢時表示「你的團員利用這個來做人事鬥爭，以後你們的團員，既然是公務人員就規規矩矩，遵照公務人員，晚上不要去續攤，續攤回來就不要在那邊喊唉。」勵馨基金會執行長紀惠容說「我很想叫那個議員閉嘴，因為他根本不了解什麼叫性騷擾。」王正德解釋，「我的意思是說，你既然要續攤，你們男女發生的問題，說實在我們也不是當事人，我們也很難介入，你們就走法律。」
抗議兩顆子彈爭議 王正德被執法員警打傷
2004年410事件是藍營支持者質疑總統大選前兩顆子彈爭議，影響選舉結果，發動群眾聚集凱達格蘭大道舉行合法集會，但卻爆發警民衝突，造成至少三十三人受傷，八人遭警方逮捕。抗議過程中，鎮暴警察先以加大水柱向民眾噴灑，而後又形成人牆堵住缺口，手持盾牌及警棍向民眾挺進，最後以近萬警力強制驅離民眾，造成警察、民眾及記者多人受傷。其中，臺北市議員王正德亦於總統府前被員警打傷，臺北市大安分局三度召集一百二十名警員重建現場，並要求警員穿鎮暴裝拍攝大頭照給王正德指認，另有警分局分局長要求警員簽切結書自清，引起基層員警反彈。臺北市警局長王卓鈞則解釋，確實有要求警員拍照，但絕無要求警員寫切結書。
討論輔導遊民政策
2014年4月18日，王正德針對街友議題進行討論，語出驚人表示遊民就像「餵野狗一樣，會愈餵愈多」、「吃定別人的神經病」，並表示遊民不接受收容的話，可以晚上開車送他們上陽明山，早上再放下來散步，藉此維護身體健康，也可以讓街友的數量慢慢減少。王正德解釋「政府給予協助，遊民卻不願回歸正常生活」。